# Frank Georg Zebner
Frank Georg Zebner (* 1962) ist ein deutscher Designer. Seit 2008 ist er Professor an der Hochschule für Gestaltung Offenbach am Main und vertritt das Lehrgebiet Technische Produkte und Produktsysteme.

## Leben und Wirken
Zebner studierte Design in München, Schwäbisch Gmünd und Offenbach am Main. Als Designer arbeitete er in München, London und San Francisco, unter anderem für frog design, Moggridge Associates und ID TWO (heute IDEO). Von der engen Zusammenarbeit mit Bill Moggridge beeinflusst, konzentrierte sich Zebner im darauffolgenden Jahrzehnt verstärkt auf den Bereich Interaktionsdesign. Mitte der 1990er-Jahre war er als Head of Interface- and Transportation-Design in den Siemens Global Design Headquarters an Infrastruktur-, Mobilitäts- und Designprojekten für den öffentlichen Verkehr beteiligt.
1997 wurde er zum Professor für Produkt- und Kommunikationsgestaltung an die Hochschule für Gestaltung Schwäbisch Gmünd berufen. 2008 erfolgte der Ruf an die Hochschule für Gestaltung Offenbach am Main für das Lehrgebiet Technische Produkte und Produktsysteme. Er war zunächst als Prodekan tätig und wirkte in der Zeit von 2010 bis 2016 als Dekan des Fachbereichs Design. Im November 2019 wurde Zebner erneut für eine dreijährige Amtszeit zum Dekan des Fachbereichs gewählt.
Als Gastprofessor lehrt Zebner an zahlreichen Hochschulen und Universitäten in Europa, Asien und Australien. Er war Honorarprofessor an der National Taipei University of Technology in Taiwan und hatte 2016 eine Supervisor-Professur an der China Central Academy of Arts CAFA in Peking im Bereich Transportation and Mobility Design inne. 2017 erfolgte die Ernennung zum Gastprofessor an der School of Fine Arts der Guangzhou University und an das BIT Beijing Institute of Technology. Als Jury-Mitglied begleitete er unter anderem die Designpreisauslobungen des German Design Award, Red Dot Design Award und IF Design Award.
Zebner ist Gründer des Design Institute of Technology, eine Projektplattform des von ihm vertretenen Lehrgebiets an der Hochschule für Gestaltung, welches unter anderem Designforschung und -entwicklung für mittlere und große Unternehmen durchführt, etwa für Audi, Lamy oder Lufthansa.